# Misery (canção de The Beatles)
"Misery" é uma canção gravada pelos Beatles em seu álbum de estreia Please Please Me. Ela foi escrita por John Lennon e Paul McCartney. De acordo com John Lennon, "ela é mais minha canção do que de Paul, mas foi escrita junto."
Em fevereiro de 1963, Helen Shapiro era uma cantora de sucesso no Reino Unido, e os Beatles era um dos vários números musicais que abriam o show para a tournê britânica de Helen Shapiro. O empresário de Helen, Norrie Paramor estava procurando novo material estilo country para um álbum dela que seria gravado em Nashville e então sugeriu que os Beatles compusessem uma canção para ela. "Misery" foi escrita especialmente para Helen Shapiro durante a tournê. Paramour considerou a canção inadequada, e ela acabou sendo gravada pelo cantor britânico Kenny Lynch (que participava da mesma tournê), tornando-se o primeiro artista a fazer um cover de uma canção dos Beatles, embora não tenha obtido grande sucesso com ela. Kenny Lynch posteriormente apareceria na capa do álbum solo de Paul McCartney Band On The Run. Quando os Beatles precisaram de material para o próprio álbum Please Please Me, eles mesmos acabaram gravando a canção.

## No estúdio
Os Beatles gravaram "Misery" em 11 takes durante a maratona de 11 de fevereiro de 1963, na qual a maior parte do álbum Please Please Me foi gravada.
A música foi gravada com as fitas rodando em velocidade dupla - 30 polegadas por segundo - para permitir que um overdub de piano fosse estabelecido em uma velocidade menor em uma data posterior. Isto foi adicionado em 20 de fevereiro por George Martin, sem a presença dos Beatles.

## Créditos
- John Lennon – guitarra rítmica, vocais principais
- Paul McCartney – baixo, backing vocal
- George Harrison – guitarra solo
- Ringo Starr – bateria
- George Martin – Piano